# Ногера-Рибагорсана
Ногера-Рибагорсана (исп. Noguera Ribagorzana) — река в Каталонии, Испания, правый приток реки Сегре. Длина реки — 133 км.
Река берёт своё начало во Вьелье на высоте более 2400 метров над уровнем моря на северном склоне Пиренейских гор. В верхнем течении поток движется с севера на юг по ледниковой долине, заканчивающейся в Вильяльере, потом по Серра-де-Сант-Хервас, которая является частью внутренней кордильеры, далее по Монтсек, Монтклус, Сьерра-де-Сан-Мигель (внешняя кордильера). 130 км реки протекает по Л’Альта-Рибагорсе (долина Барравес) и Рибагорсе (Ла-Террета, между гор Д’Эскалес и Монт-ребей). Оставшийся участок проходит между Рибагорсой, Льитерой, Эль-Сегрией справа и Пальярс-Хусса-и-ла-Ногера слева. Перед Пуэнте-де-Суэрт река вбирает в себя несколько притоков: Валира-де-Кастанеса справа и Ногера-де-Тор слева. Среди других притоков длиной выделяется Кешигар, который берёт начало около каньона Канельес. Площадь бассейна составляет 2036 км².
С 1950 года река используется для получения электрической энергии и даёт более 500 тыс. кВ. Среди гидротехнических сооружений на реке многочисленные дамбы и резервуары, включая Эскальдес, где перепад высот составляет 125 метров, и Канельес объёмом 716 млн м³ и выработкой 150 тыс. кВ. Резервуар Санта-Анна служит в основном для поддержания уровня воды в каналах Пиньяна, Арагон и Каталония.
По реке проходит граница между Каталонией и Арагоном с XV—XVI веков, а ранее проходила граница между Ла-Рибагорсой и Эль-Пальарсом. Река протекает через Понт-де-Суерт, Иварс-де-Ногера, Виланова-де-ла-Барка.